# Kvarntjärnen (Östervallskogs socken, Värmland)
Kvarntjärnen är en sjö i Årjängs kommun i Värmland och ingår i Göta älvs huvudavrinningsområde.